# Kaija (ö i Finland, Södra Savolax)
Kaija är en ö i Finland. Den ligger i sjön Haukivesi och i kommunen Nyslott i  landskapet Södra Savolax, i den sydöstra delen av landet, 290 km nordost om huvudstaden Helsingfors. Öns area är 73,9 hektar och dess största längd är 2,2 kilometer i sydöst-nordvästlig riktning.